# Panda Security

Das Logo des Herstellers

Panda Security (ehemals Panda Software) ist ein spanischer Hersteller von Sicherheitssoftware zur Bekämpfung von Viren, Hackern, Trojanern, Spyware, Phishing, Spam und anderen Internetbedrohungen. Es bietet Software wie auch Hardware für Unternehmen und private Anwender an.

## Geschichte
Das Unternehmen wurde 1990 im nordspanischen Bilbao gegründet. Im Jahr 2002 begann das Vertriebs- und Partnerprogramm in Deutschland sowie Österreich durch die 'bydata AG'. Panda Software nannte sich im Jahr 2007 von Panda Software in Panda Security um. Das Unternehmen hat Niederlassungen in 50 Ländern und die Produkte sind in über 200 Ländern weltweit im Einsatz.
Um Cloud-Sicherheitslösungen anzubieten, schloss sich Panda Security 2009 mit Prometheus zusammen. Zum 1. Juni 2020 wurde das Unternehmen durch Watchguard Technologies übernommen.

Das ehemalige Logo des Herstellers

## Produkte
Panda GateDefender Integra und Performa werden ausschließlich über Vertriebspartner angeboten. Zu den Produkten zählen u. a. Global Protection, Internet Security und Antivirus Pro, sowie Antivirus for Mac. Firewall, Malwareschutz, Content-Filter, Spamschutz, Web-Filterung, IM- / P2P-Filter. Ferner Cloud Office Protection, Cloud E-Mail ProtectionManaged und Cloud Internet Protection. Des Weiteren wird die TruPrevent-Technik angeboten die vorhandene IDS, Firewall und Virenschutz ergänzen sollen. Laut Panda wird man auch vor unbekannten Bedrohungen geschützt.

## Trivia
Die taz berichtete in der Ausgabe vom 8. März 2012, dass die Firma Panda Security am Abend des 6. März 2012 Opfer einer Distributed-Denial-of-Service-Attacke der Hackergruppe Anonymous wurde. Fachdienste der USA meldeten, dass der Chef der Panda-Forschungsabteilung, Luis Corrons, auf dem Blog der Firma die Festnahme des Anonymous-Hackers „Sabu“ für „wirklich gute Neuigkeiten“ hielt. Dies veranlasste die Aktivisten, die Angriffe zu starten. Am 8. März 2012 war die Seite der Sicherheitsfirma teilweise nicht mehr aufrufbar.
Mehrere Panda-Virenschutz-Produkte legten durch fehlerhafte Virensignatur-Updates am 11. März 2015 massenweise Windows-Rechner lahm.

## Kritik
Panda steht für die Zusammenarbeit mit AnyTech365 in der Kritik. Im Rahmen dieser Zusammenarbeit ermutigt Panda seine Nutzer dazu, sich für die Aktivierung des Produktes oder bei technischen Problemen an die Hotline von AnyTech365 zu wenden. Bei dieser Hotline handelt es sich aber nicht um ein seriöses Beratungs- bzw. Hilfeangebot, sondern um eine Kostenfalle, bei welcher versucht wird, den Anrufenden durch irreführende Angaben zum Zustand seines Computers dazu zu bewegen, ein so genanntes Support-Abo abzuschließen.